# Рянзин, Владимир Юрьевич
Владимир Юрьевич Рянзин — советник президента ФВЛС России по вопросам развития воднолыжного спорта. Заслуженный мастер спорта России (воднолыжный спорт). Победитель 1-х Всемирных Пляжных Игр (2019) в прыжках с трамплина за катером, 2-кратный Чемпион Европы в прыжках с трамплина за катером (2015, 2016), 3-кратный серебряный призер Чемпионатов Европы в прыжках с трамплина за катером (2011, 2014, 2017) 20-кратный Чемпион России (2002—2023), бронзовый призер Чемпионата мира в прыжках с трамплина за электротягой (2014). Действующий рекордсмен России в воднолыжном многоборье. Действующий чемпион России в прыжках с трамплина.

## Образование
Московский автомеханический институт (МАМИ, МГААТМ), 1992-1997 гг.

факультет: АТД (автомобильные и тракторные двигатели), специальность: ДВС (двигатели внутреннего сгорания)
Московски государственный строительный университет (МИСИ, МГСУ), 2007-2010 гг.

факультет: ПГС (промышленное и гражданское строительство)
Московская государственная академия физической культуры (МГАФК), 2017-2019 гг.

факультет: ФПК (факультет повышения квалификации), специальность: ФК (физическая культура)

## Спортивная карьера
Владимир Юрьевич Рянзин — сын первой Чемпионки СССР в фигурном катании на водных лыжах (1968), победительницы первой матчевой встречи СССР-ГДР-ЧССР (1967) Рянзиной (Павловой) Натальи Александровны — начал свою спортивную карьеру в 1979 в секции фигурного катания на коньках. В том же году родители поставили его на горные лыжи. Регулярные занятия горными лыжами начались в секции горных лыж СК «Малахит» под руководством тренера Акельева Сергея Петровича в 1981 году. Занятия проходили на склонах горнолыжной базы Курчатовского института, расположенных около деревни Курово Дмитровского района. В настоящее время это место больше известно, как горнолыжный комплекс «Сорочаны».
Заниматься водными лыжами Владимир начал в 1983 в СК «Малахит» Курчатовского института под руководством тренеров Татьяны Ивановны Рожковой, Мастера спорта СССР международного класса по водным лыжам, одной из первых Чемпионок СССР по водным лыжам, получавшей медаль из рук Юрия Гагарина и Григория Константиновича Гусева, Мастера спорта СССР, единственного спортсмена в истории советского воднолыжного спорта, сумевшего завоевать все четыре золотые медали воднолыжного многоборья на одном Чемпионате СССР (1970).
В 1989 Владимир перешел в клуб СК-110 института ВНИИНМ им. Бочвара, где стал тренироваться под руководством тренеров Морозова Александра Васильевича и Хованских Ирины Юрьевны. Тренируясь в этом клубе, в 1989 Владимир выполнил норматив и ему был присвоен разряд «КМС».
После распада СССР в 1991 клуб потерял свою ведомственную принадлежность и был переименован в воднолыжный клуб «Аква». Позже, с 2001, клуб стал называться «Детско-Юношеский воднолыжный центр имени Ю. А. Гагарина». Руководителем клуба стал «Мастер спорта СССР по водным лыжам Носачев Сергей Николаевич. За этот период Владимир Рянзин выполнил норматив и в 1993 ему было присвоено звание Мастер спорта России». Сотрудничество с «Детско-Юношеским воднолыжным центром имени Ю. А. Гагарина» продолжалось до 2013.
В 1999 началось сотрудничество Владимира Рянзина с Заслуженным тренером РСФСР, Мастером спорта СССР, Чемпионом СССР (1979) Горюновым Василием Евгеньевичем. Результатом совместной работы стало выполнение норматива и присвоение в 2001 звания «Мастер спорта России международного класса», победы на Чемпионатах России 2002, 2004, 2005, а также Рекорды России в прыжках с трамплина в 2000, 2002, 2005.
В 2004 началось сотрудничество Владимира Рянзина с австрийским тренером Францем Оберляйтнером. Это сотрудничество продолжается и в настоящее время. С 2014 года Владимир Рянзин выступает за ГБУ "ЦОП "Крылатское", а с 2023 года выступает за ГБУ ДО "Московская академия парусного и гребных видов спорта"
Приказом Министерства спорта Российской Федерации № 60нг от 27.04.18 Владимиру Юрьевичу Рянзину было присвоено почетное спортивное звание «Заслуженный мастер спорта России». Звание было присвоено в соответствии с Положением о присвоении почетных спортивных званий, утвержденным приказом Министерства спорта Российской Федерации № 919 от 25.10.2017.